# 672 Astarte
672 Astarte
672 Astarte là một tiểu hành tinh ở vành đai chính. Nó được August Kopff phát hiện ngày 21.9.1908 ở Heidelberg và được đặt theo tên Ashtart, nữ thần tình yêu và sinh sản trong thần thoại Phoenicia